# Мекеле
Мекеле (тигр. መቐለ; амх. መቀሌ) — місто на півночі Ефіопії, адміністративний центр регіону Тиграй.

## Історія
Місто постраждало внаслідок Збройного конфлікту в Тиграї

## Географія
Місто розташоване за 650 км на північ від столиці країни, Аддис-Абеби, на висоті 2084 м над рівнем моря.

### Клімат
Місто знаходиться у зоні, котра характеризується вологим субтропічним кліматом. Найтепліший місяць — травень із середньою температурою 23.5 °C (74.3 °F). Найхолодніший місяць — грудень, із середньою температурою 18.5 °С (65.3 °F).
| Клімат Мекеле           | Клімат Мекеле | Клімат Мекеле | Клімат Мекеле | Клімат Мекеле | Клімат Мекеле | Клімат Мекеле | Клімат Мекеле | Клімат Мекеле | Клімат Мекеле | Клімат Мекеле | Клімат Мекеле | Клімат Мекеле | Клімат Мекеле |
| Показник                | Січ.          | Лют.          | Бер.          | Квіт.         | Трав.         | Черв.         | Лип.          | Серп.         | Вер.          | Жовт.         | Лист.         | Груд.         | Рік           |
| Середній максимум, °C   | 23            | 24            | 25            | 26            | 27            | 27            | 23            | 23            | 25            | 24            | 23            | 22            | 24,3          |
| Середня температура, °C | 19,5          | 20,5          | 21,5          | 22,5          | 23,5          | 23,5          | 20,5          | 20            | 21,5          | 20,5          | 19,5          | 18,5          | 21            |
| Середній мінімум, °C    | 16            | 17            | 18            | 19            | 20            | 20            | 18            | 17            | 18            | 17            | 16            | 15            | 17,6          |
| Норма опадів, мм        | 35            | 10            | 25            | 45            | 35            | 30            | 200           | 215           | 35            | 10            | 25            | 40            | 705           |
| Днів з дощем            | 4             | 1             | 4             | 5             | 4             | 6             | 22            | 21            | 6             | 1             | 4             | 7             | 85            |
| ----------------------- | ------------- | ------------- | ------------- | ------------- | ------------- | ------------- | ------------- | ------------- | ------------- | ------------- | ------------- | ------------- | ------------- |
| Джерело: Weatherbase    |               |               |               |               |               |               |               |               |               |               |               |               |               |

## Населення
Населення за даними на 2007 рік становило 215 914 осіб. За даними на 1994 рік населення становило всього 96 938 осіб. 2 основні етнолінгвістичні групи, які населяють місто: тиграй (96,2 %) і амхара (2,26 %). Переважна мова — тигринья (рідна для 95,55 % населення), 3,18 % говорить амхарською і 1,27 % — іншими мовами. 92,68 % населення — православні християни, 6,03 % — мусульмани.

## Економіка і транспорт
Мекеле — великий промисловий центр на півночі країни, має місце металургія, виробництво цементу. Є аеропорт Alula Aba Nega, що з'єднує Мекеле з іншими великими містами країни.

## Пам'ятки
Серед визначних пам'яток варто відзначити палац Йоханниса IV в північній частині Мекеле і пам'ятник Тиграйському народному визвольному фронту. Є також кілька церков. Діє університет.

## Галерея

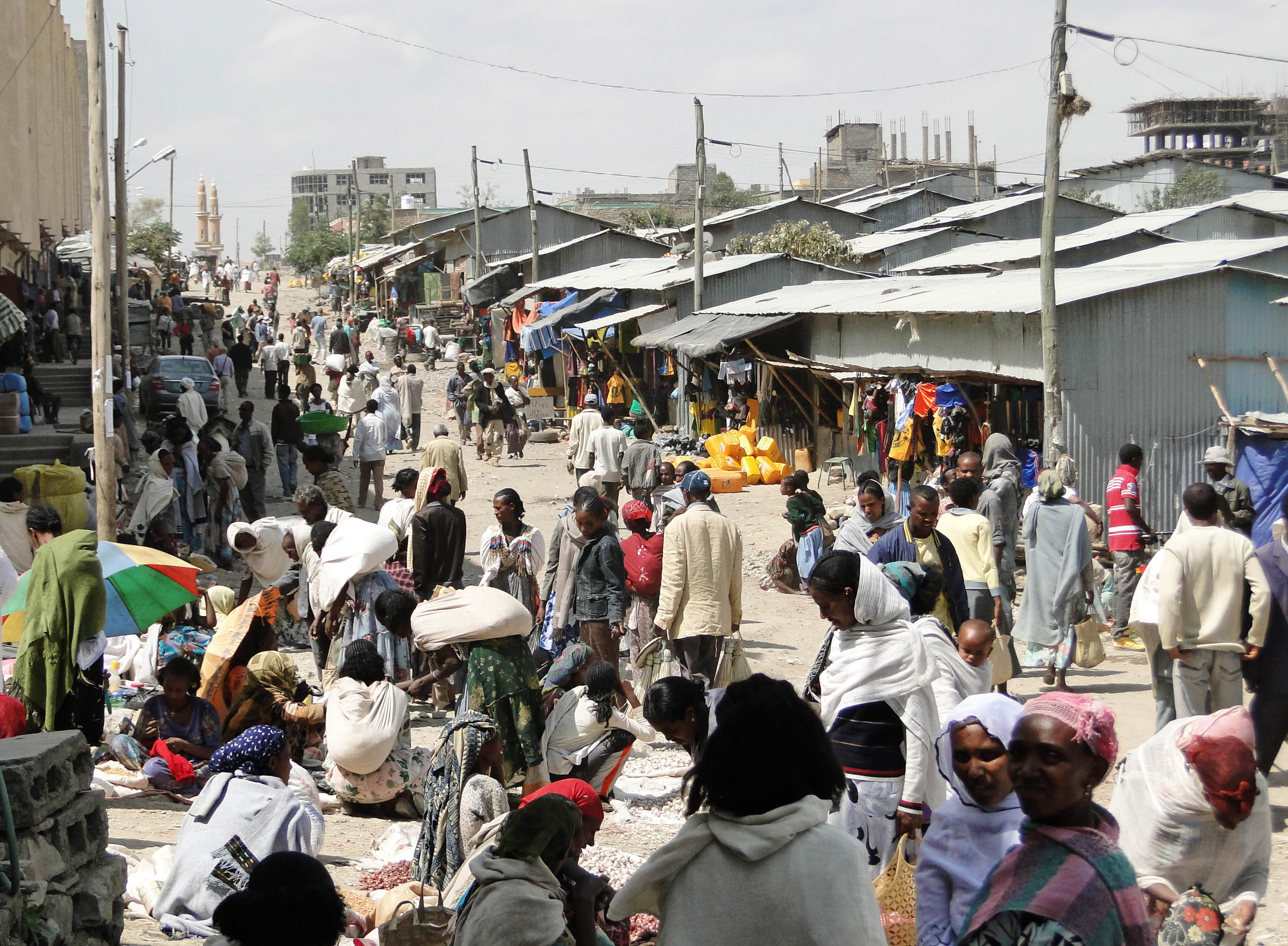
Ринок в Мекеле
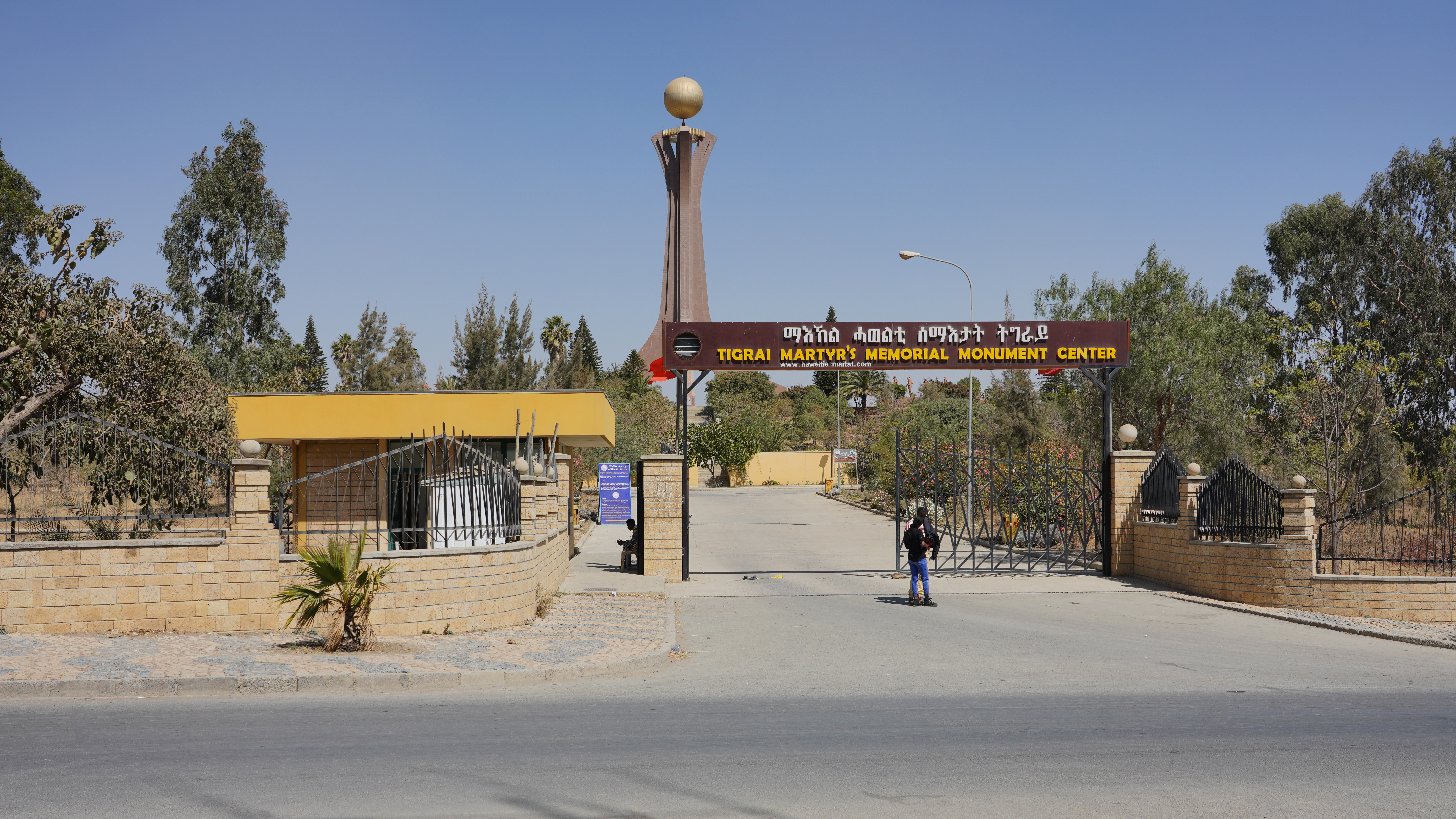
Пам'ятник Тиграйському народному визвольному фронту
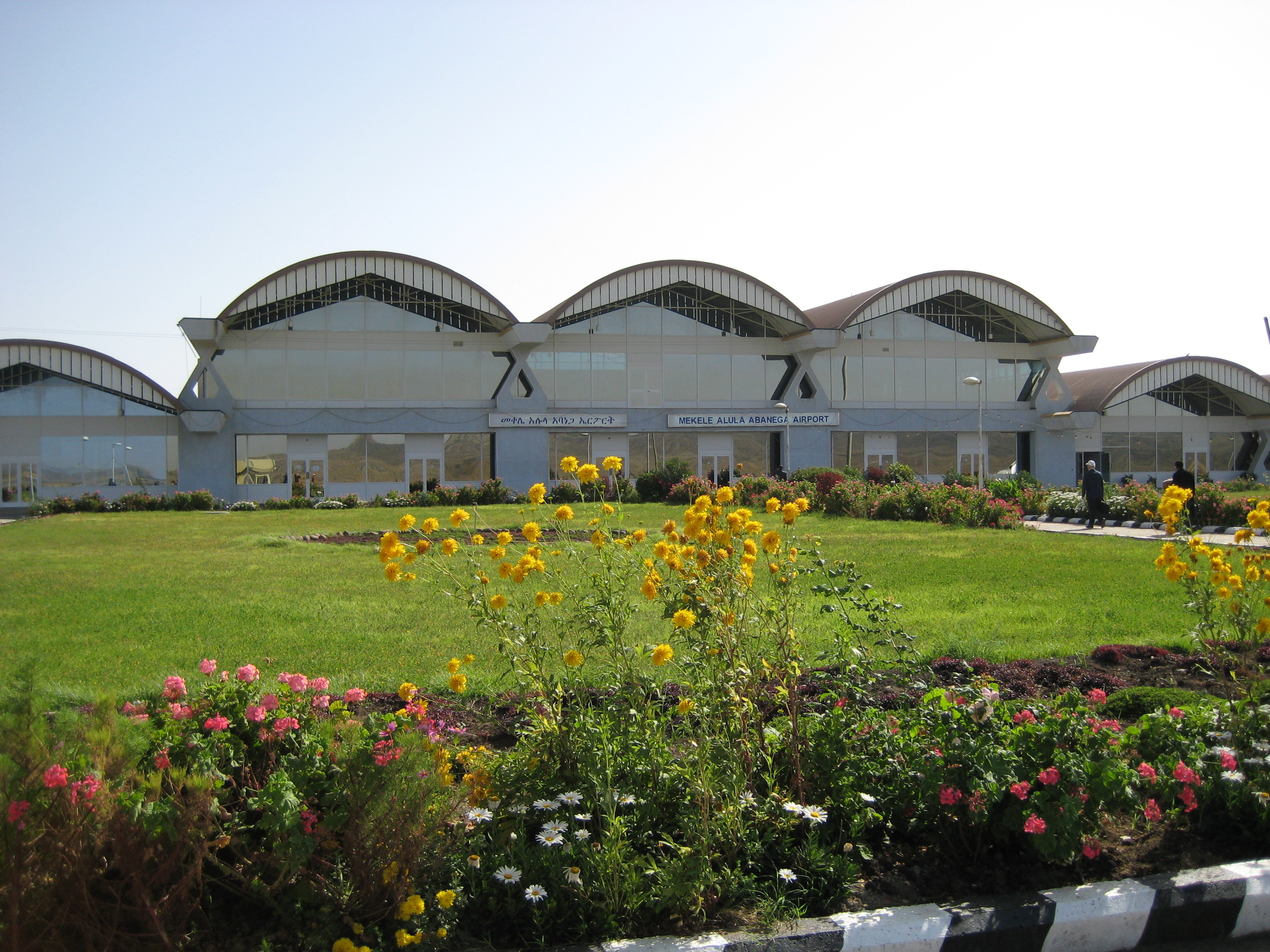
Аеропорт Мекеле